# GQ Style
GQ Style ist ein Modesonderheft des Männermagazins GQ – Gentlemen’s Quarterly, das weltweit erscheint und in Deutschland von Condé Nast Germany herausgegeben wird.
Die erste Ausgabe erschien 2002 als Ergänzung zum Männermagazin GQ – Gentlemen’s Quarterly. Das Sonderheft erscheint seitdem zweimal im Jahr mit Inhalten für die jeweils bevorstehende Saison (Frühling und Sommer, bzw. Herbst und Winter) und enthält größtenteils Artikel zu Neuigkeiten, Trends und Kollektionen der Männermodewelt.